# 鼓直
鼓 直（つづみ ただし、1930年1月26日 - 2019年4月2日）は、日本の文学者・翻訳家。専門はラテンアメリカ文学。法政大学名誉教授。

## 人物
朝鮮半島の馬山生まれ。少年時代をそこで過ごす。東京外事専門学校イスパニヤ語学科（現・東京外国語大学スペイン語科）で会田由に師事。
1951年に卒業した後、大阪のメーカーに会社員として7年間勤務。龍谷大学講師、神戸市外国語大学助教授、神奈川大学助教授を経て、1974年法政大学教授。2000年退職。2009年秋、瑞宝中綬章受章。2019年4月2日死去。
スペイン語専攻だが、ミゲル・アンヘル・アストゥリアスの長篇小説『緑の法王』の翻訳を皮切りに早くからラテンアメリカの新しい文学の翻訳に携わり、1970年代のラテンアメリカ小説ブームを支えた一人で、ガブリエル・ガルシア＝マルケス『百年の孤独』、ホルヘ・ルイス・ボルヘス『伝奇集』など、著名な作品を訳し、ラテンアメリカ文学翻訳の第一人者であった。

## 著書
- 『ラテンアメリカの小説の世界 想像力の目眩』（北宋社）2000
- 『鼓直句集』（水声社）2022

## 翻訳
- 『緑の法王』（ミゲル・アンヘル・アストゥリアス、新日本出版社、世界革命文学選) 1967 ‐ 1968
- 『大統領閣下』（アストゥリアス、木村栄一共訳、主婦の友社、ノーベル賞文学全集）　1971
- 『ニューヨークの詩人』（フェデリコ・ガルシア・ロルカ、牧神社） 1974
- 『ラテンアメリカ文学史』（ジャック・ジョゼ、高見英一共訳、白水社、文庫クセジュ） 1975
- 『夜のみだらな鳥』（ホセ・ドノソ、集英社、世界の文学） 1976、集英社、ラテンアメリカの文学 1984 / 水声社 2018
- 『時との戦い』（アレッホ・カルペンティエール、国書刊行会、ラテンアメリカ文学叢書 1977、集英社、ラテンアメリカの文学） 1984 / 水声社 2020（寺尾隆吉訳を増補）
- 『ボルヘスとの対話』（ジョルジュ・シャルボニエ、野谷文昭共訳、国書刊行会） 1978
- 『バロック協奏曲』（アレホ・カルペンティエール、サンリオSF文庫） 1979 / 水声社 2017
- 『はかない人生』（フアン・カルロス・オネッティ、集英社、世界文学全集） 1981、集英社 ラテンアメリカの文学 1984 / 集英社文庫 1995
- 『ブエノスアイレス事件』（マヌエル・プイグ、白水社） 1982
- 『クロード・レヴィ＝ストロース あるいはアイソーポスの新たな饗宴』（オクタビオ・パス、木村栄一共訳、法政大学出版局） 1988
- 『めくるめく世界』（レイナルド・アレナス、杉山晃共訳、国書刊行会） 1989（文学の冒険シリーズ）
- 『海に投げこまれた瓶』（フリオ・コルタサル、立花英裕共訳、白水社） 1990
- 『ラテンアメリカ怪談集』（編訳、河出文庫） 1990、新版 2017
- 『誰がパロミノ・モレーロを殺したか』（マリオ・バルガス＝リョサ、現代企画室） 1992
- 『脱獄計画』（アドルフォ・ビオイ＝カサレス、三好孝共訳、現代企画室） 1993
- 『魔法の書』（エンリケ・アンデルソン＝インベル、西川喬共訳、国書刊行会） 1994
- 『奇蹟の都市』（エドゥアルド・メンドサ、国書刊行会） 1996
- 『現代メキシコ詩集 新・世界現代詩文庫』（アウレリオ・アシアイン編、細野豊共編訳、土曜美術社出版販売） 2004
- 『ロルカと二七年世代の詩人たち』（アルトゥロ・ラモネダ編、細野豊共編訳、土曜美術社出版販売） 2007

### ホルヘ・ルイス・ボルヘス
- 『ブロディーの報告書』（ホルヘ・ルイス・ボルヘス、白水社） 1974、新版1980、白水Uブックス 1984 / 岩波文庫 2012
- 『創造者』（ボルヘス、国書刊行会、世界幻想文学大系） 1975
- 『ブエノスアイレスの熱狂』（ホルヘ・ルイス・ボルヘス、木村栄一共訳、大和書房） 1977
- 『伝奇集』（「キリスト教世界の文学18」主婦の友社） 1978、福武書店 1990 / 岩波文庫 1993
- 『永遠の薔薇・鉄の貨幣』（ボルヘス、国書刊行会、文学の冒険） 1989
- 『パラケルススの薔薇』（ボルヘス、国書刊行会、バベルの図書館） 1990、新編版 2013
  - 『シェイクスピアの記憶』（ボルヘス、内田兆史共訳、岩波文庫） 2023[5]
- 『ボルヘス詩集』（編訳、思潮社 海外詩文庫）1998、新書判
- 『ボルヘス、文学を語る 詩的なるものをめぐって』（岩波書店） 2002
  - 改題『詩という仕事について』（岩波文庫） 2011
- 『アレフ』（ボルヘス、岩波文庫） 2017

### ガブリエル・ガルシア＝マルケス
- 『百年の孤独』（ガブリエル・ガルシア＝マルケス、新潮社） 1972、改訂版 1999、新潮文庫 2024.6
- 『族長の秋』（ガルシア＝マルケス、集英社、ラテンアメリカの文学） 1983、集英社文庫 1994 改版2011 / 新潮文庫 2025.2
- 『エレンディラ』（ガルシア＝マルケス、木村栄一共訳、サンリオ文庫） 1983 / ちくま文庫 1988
- 『ジャーナリズム作品集』（ガルシア＝マルケス、柳沼孝一郎共訳、現代企画室） 1991

## 編纂
- 『プログレッシブスペイン語辞典』（小学館） 1994
- 『セルバンテス全集』全7巻（水声社） 2017 - 2018